# Nižný Čaj
Nižný Čaj és un poble i municipi d'Eslovàquia. Es troba a la regió de Košice, a l'est del país.

## Història
La primera referència escrita de la vila data del 1335.

## Demografia
| Godina             | 1994 | 2004    | 2014   | 2024   |
| ------------------ | ---- | ------- | ------ | ------ |
| Nombre de persones | 247  | 272     | 275    | 288    |
| Diferència         |      | +10,12% | +1,10% | +4,72% |

| Godina             | 2023 | 2024 |
| ------------------ | ---- | ---- |
| Nombre de persones | 288  | 288  |
| Diferència         |      | +0%  |